# گربه‌کوسه‌های ژرفنا
گربه‌کوسه‌های ژرفنا (نام علمی: Bythaelurus) نام یک سرده از تیره گربه‌کوسه است.